# Selayar
Selayar, indonesisch Pulau Selayar, andere Schreibweisen Salajar, Saleijer, Salayar, Silaijara,  ist eine südlich von Sulawesi gelegene indonesische Insel und Teil der Inselkette, die nach Definition der International Hydrographic Organization die Floressee von der Bandasee trennt.
Selayar ist zusammen mit einigen Nebeninseln (Pasi Tallu, Gusung Tallang, Bahuluang, Kalao, Bonerate, Kajuwadi, Jampea, Lalao (auch Lambego), Kalaotoa u. a.) 832 km² groß (81,4 km von Nord nach Süd und 13,1 km von West nach Ost), und bildet den Regierungsbezirk der Selayarinseln (Kabupaten Kepulauan Selayar) in der Provinz Sulawesi Selatan mit 98.000 Einwohnern. Hauptsitz des Kabupaten ist Benteng (indonesisch für „Festung, Fort“). Weitere Ort sind Bonelohe, Padang, Barangbarang. Südlich von Benteng liegt das Fort Benteng Bontobangun.
Alle Inseln der Gruppe sind flach und fruchtbar, zum Teil aber auch steinig, wie Pasi Tallu, mit Buschwerk bewachsen und sandig. Nur die Hauptinsel ist von einem Gebirgszug aus Sandstein durchzogen, der bis auf 1780 Meter Höhe ansteigt. Die Küsten sind von Korallenriffen umsäumt. Die Insel ist vor allem wegen ihrer Sandstrände und als Tauchgebiet bekannt.
Die Einwohner sind überwiegend muslimische Bugis, Makassaren und Konjo.

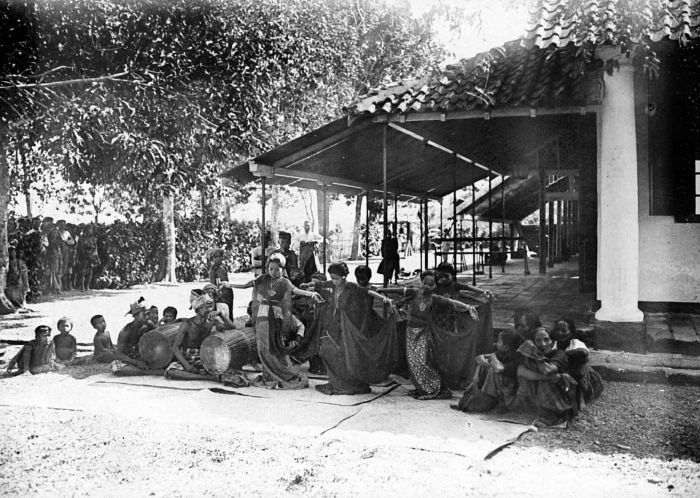
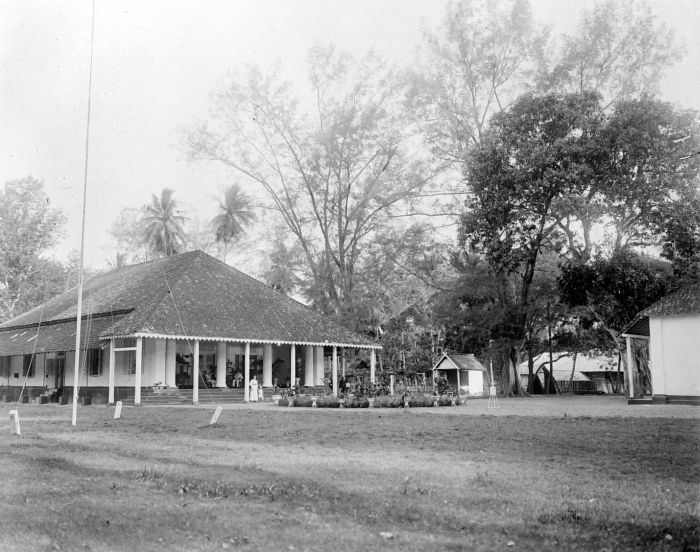
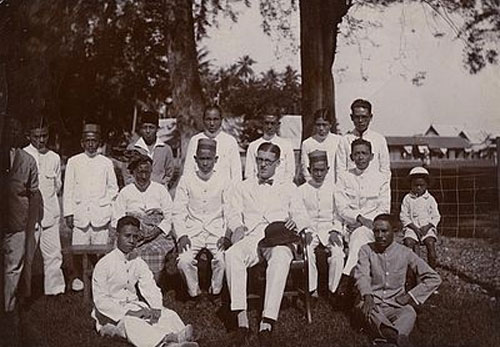
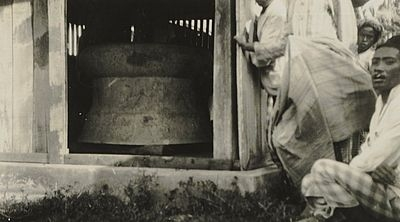
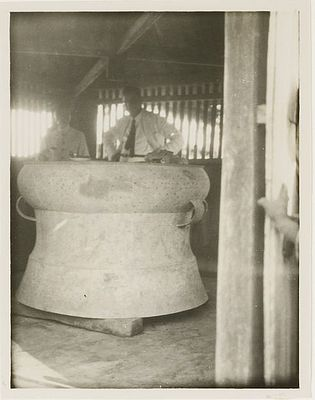